# تجارة تقليدية
التجارة التقليدية (المعروفة أيضًا باسم تجارة البناء التقليدية وتجارة الحفظ) هي تصنيف فضفاض لتجار البناء الذين يمارسون حرفتهم بنشاط فيما يتعلق بالحفظ التاريخي أو الحفاظ على التراث أو الحفاظ على البيئة المبنية الحالية وصيانتها. على الرغم من أن الممارسين التجاريين التقليديين قد يشاركون في بعض الأحيان في إنشاءات جديدة، إلا أن تركيز التصنيف ينصب على العمل على الهياكل القائمة، بغض النظر عن عمرها أو قيمتها التاريخية، مع اهتمام خاص بتكرار أو الحفاظ على النتائج الأصلية والتقنيات الحرفية.

## تقنيات التجارة
عادة ما تشمل تجارة البناء التقليدية أعمال البناء والتأطير الخشبي والبناء الخشبي والسقوف التقليدية والمفروشات والنجارة وأحيانًا السباكة والجص والطلاء والحدادة وأعمال الزينة المعدنية (البرونز والنحاس الأصفر). بالإضافة إلى المهارات العملية والمعرفة بعمليات البناء، يدمج الممارسون التجاريون التقليديون المعرفة بالحفظ التاريخي، وعلوم المواد، والهندسة المعمارية التاريخية، وشراء المواد البديلة. يجب على الممارسين المعاصرين للحرف التقليدية الاستفادة من التقنيات الحديثة وعلوم المواد الحالية وإدارة مشاريع البناء في القرن الحادي والعشرين.
إن العمل الذي يؤديه هؤلاء الممارسون ليس ضروريًا فقط للحفاظ على البيئة المبنية التاريخية، ولكن أيضًا للحفاظ على المهارات التجارية التقليدية والمعرفة نفسها. في كثير من الحالات، تعود المهارات والتقنيات التجارية التقليدية إلى قرون. في حين أنه من الصحيح أن بعض تقنيات الماضي ليست مفهومة بشكل كافٍ، فمن الصحيح أيضًا أن هذه الحرف قد مورست باستمرار في جميع أنحاء العالم دون أن تموت على الإطلاق.
لا تقوم التجارة التقليدية بترميم المباني والمساعدة في صيانتها فحسب، بل تعمل أيضًا على تثبيت المواقع الأثرية التي لا تقدر بثمن، وبذلك تساعدنا في فهم التقنيات المستخدمة في أماكن مثل كوزكو وستونهنغ وأنغكور وات. لا تُمارس هذه الحرف فقط للحفاظ على مواقع التراث الأثرية ويمكن تطبيقها للحفاظ على المواقع المحلية مثل الحظائر.

## أعضاء الفريق
غالبًا ما تكون المهن التقليدية أعضاء في الفريق مع حراس معماريين ومهندسي الحفظ والمهندسين الإنشائيين في كل من التحقيق في مرحلة التصميم للمواقع التراثية وكذلك المشاركة مباشرة في إجراء عملية الترميم العملي. توفر الحرف التقليدية كمورد لصناعة الحفظ التاريخية الأساس المادي للجدوى، ومنطق البناء، واللوجستيات الميدانية والموقع، والإشارة إلى ممارسي الحرف التقليدية المهرة، واعتبارات التقدير والميزانية.

## التواجد
يتوفر ممارسو الحرف التقليدية المهرة بشكل عام لأخصائيي الحفظ ومسؤولي الممتلكات الذين يمنحون أنفسهم فرصة للعثور عليهم. إلى جانب الإنترنت والشبكات اللفظية، يمكن العثور على معلومات حول المهن التقليدية من خلال الجمعيات التجارية وبرامج التدريب، الخاصة والحكومية. إذا كانت وظيفة معينة مقصورة على عمال النقابات، فيجب على النقابة تزويد العمال بالمهارات المناسبة أو السماح باستثناءات لمهمة معينة.
قد يكون ممارس الحرف التقليدية قادرًا أيضًا على التوصية بخبراء في المهارات ذات الصلة، فضلًا عن تعزيز التواصل الجيد بين التخصصات المختلفة في العمل في أي مشروع معين.